# Epitaph für Ernst Fugger

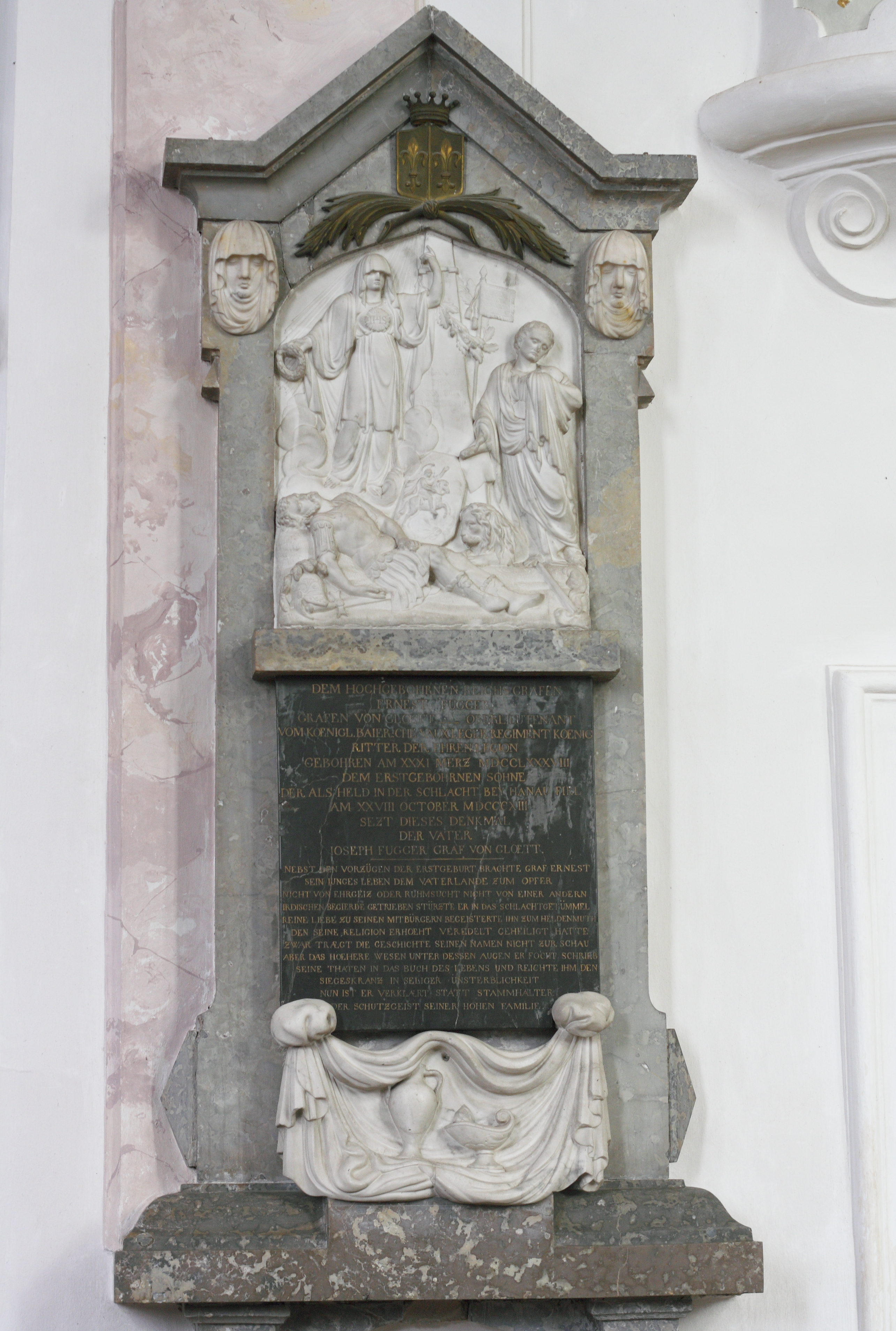
Epitaph für Ernst Fugger in Oberndorf am Lech

Das Epitaph für Ernst Fugger in der katholischen Pfarrkirche St. Nikolaus in Oberndorf am Lech, einer Gemeinde im Landkreis Donau-Ries im bayerischen Regierungsbezirk Schwaben, wurde nach 1813 geschaffen. Das 98 cm breite und 2,39 Meter hohe Epitaph ist als Teil der Kirchenausstattung ein geschütztes Baudenkmal.
Reichsgraf Ernest Fugger von Glött wurde am 31. März 1788 geboren und starb am 28. Oktober 1813 in der Schlacht bei Hanau. 
Das klassizistische Epitaph aus grauem Marmor mit weißen Alabasterreliefs, das sein Vater Joseph Fugger Graf von Glött gestiftet hatte, zeigt im Hauptrelief den Gefallenen liegend, darüber zwei allegorische Figuren, von denen die weibliche mit IHS-Monogramm auf der Brust zum Himmel weist, während die männliche in altrömischer Kleidung eine geöffnete Schriftrolle zeigt. Im Relief unter der Inschriftplatte sind eine Öllampe und eine Amphore zu sehen.
Auf einer schwarzen Marmorplatte steht in Goldschrift eine Widmung für den Verstorbenen. Dort heißt es nach den Angaben zur Person:

„NEBST DEN VORZÜGEN DER ERSTGEBURT BRACHTE GRAF ERNEST SEIN JUNGES LEBEN DEM VATERLANDE ZUM OPFER NICHT VON EHRGEIZ ODER RUHMSUCHT NICHT VON EINER ANDERN IRDISCHEN BEGIERDE GETRIEBEN STÜRZTE ER IN DAS SCHLACHTGETÜMMEL REINE LIEBE ZU SEINEN MITBÜRGERN BEGEISTERTE IHN ZUM HELDENMUTH DEN SEINE RELIGION ERHOEHT VEREDELT GEHEILIGT HATTE ZWAR TRÆGT DIE GESCHICHTE SEINEN NAMEN NICHT ZUR SCHAU ABER DAS HOEHERE WESEN UNTER DESSEN AUGEN ER FOCHT SCHRIEB SEINE THATEN IN DAS BUCH DES LEBENS UND REICHTE IHM DEN SIEGESKRANZ IN SELIGER UNSTERBLICHKEIT NUN IST ER VERKLÆRT STATT STAMMHALTER DER SCHUTZGEIST SEINER HOHEN FAMILIE.“

Ganz oben ist das Lilienwappen der Grafen von Fugger-Glött angebracht.